# Karl Giesser
Karl Giesser (29 ottobre 1928 – 15 gennaio 2010) è stato un calciatore austriaco, di ruolo centrocampista.

## Palmarès

### Club

#### Competizioni nazionali
- Campionato austriaco: 7

Rapid Vienna: 1950-1951, 1951-1952, 1953-1954, 1955-1956, 1956-1957, 1959-1960, 1963-1964
- Coppa d'Austria: 1

Rapid Vienna: 1960-1961

#### Competizioni internazionali
- Coppa Mitropa: 1

Rapid Vienna: 1951